# Perittia karadaghella
Perittia karadaghella — вид лускокрилих комах родини злакових молей-мінерів (Elachistidae).

## Поширення
Вид поширений в Туреччині та Україні (Крим). Вперше виявлений у Карадазькому заповіднику.